# Gerhard Wuensch
Gerhard Joseph Wuensch (* 23. Dezember 1925 in Wien; † 8. Juni 2007 in London/Ontario) war ein österreichisch-kanadischer Komponist, Musikwissenschaftler und Pianist.

## Leben
Wuensch hatte in seiner Kindheit Klavierunterricht. Während des Zweiten Weltkrieges war er Soldat in der Wehrmacht und kam in Kriegsgefangenschaft. Nach dem Krieg studierte er an der Universität Wien mit Abschluss als Ph.D. im Fach Musikwissenschaft mit einer Arbeit über Max Reger. An der Musikakademie Wien erhielt er 1952 das Diplom in den Fächern Klavier und Komposition. Danach arbeitete er bis 1954 als freiberuflicher Pianist und Komponist für den österreichischen Rundfunk.
Als Fulbright-Stipendiat setzte er von 1954 bis 1956 sein Studium bei Paul Amadeus Pisk und Kent Kennan an der University of Texas fort. Danach unterrichtete er bis 1963 an der Butler University in Indianapolis, bis 1969 an der University of Toronto, bei 1973 an der University of Calgary und schließlich bis 1991 an der University of Western Ontario, wo er von 1973 bis 1976 das Department für Musiktheorie und Komposition leitete. Seit 1980 hatte er die kanadische Staatsbürgerschaft. Er verfasste Beiträge für verschiedene musikwissenschaftliche Fachpublikationen und ein Buch über Max Reger (Max Reger (1873–1916): A Second Look, 1989) und leitete Hörfunkserien der CBC über Arnold Schoenberg, Alban Berg und Anton Webern. Er war Mitglied des Canadian Music Centre, der Canadian League of Composers und der Composers, Authors and Publishers Association of Canada (CAPAC).
Wuensch komponierte Bühnenwerke, sinfonische und Chorwerke, Kammermusik, Instrumentalkonzerte und Klavierwerke. Seine Kantate Laus Sapientiae wurde 1978 zur Einhundertjahrfeier der University of Western Ontario im Hörfunk gesendet. Gabor Janota spielte 1984 in Budapest die Uraufführung seines Fagottkonzerts. Klavierwerke Wuenschs wurden für das Album Musique canadienne pour jeunes pianistes und von Jerome Summers auf dem Album Flight of the Nightingale aufgenommen.

## Werke
- Trio für Klarinette, Fagott und Klavier, 1948
- Esquisse für Klavier, 1950, 1970
- String Quartet, 1953
- Nocturne für Orchester, 1956
- Labyrinth, Ballett, 1957
- Il Pomo d’Oro, Comedy-Ballett, 1958
- Variations on a Dorian Hexachord für Orchester, 1959
- Symphony No. 1, 1959
- Symphony in E Flat, 1960
- Piano Concerto, 1961
- Symphonia sacra für Sopran, Bariton, vierstimmigen gemischten Chor, Blechbläser und Orgel, 1961
- Ballad für Trompete und Orchester, 1962
- Sonatina für Viola und Klavier, 1963
- String Quartet, 1963
- Woodwind Quintet, 1963
- Toccata Piccola für Orgel, 1963
- Music for Seven Brass Instruments, 1966
- Woodwind Quintet, 1967
- Symphony für Blechbläser und Perkussion, 1967
- Four Mini-Suites für Akkordeon, 1968
- Vexilla regis prodeunt für Soli, vierstimmigen gemischten Chor und Orgel, 1968
- Polysonics für variable Instrumente, 1969
- Cameos für Flöte und Klavier, 1969
- Music without Pretensions für Akkordeon und Streichquartett, 1969
- Mini Suite No. 1 für Klavier, 1969
- Twelve Glimpses into 20th Century Idioms für Klavier, 1969
- Six Songs für Stimme, Flöte und Akkordeon, 1970
- Suite für Trompete und Orgel, 1970
- Concerto für Klavier und Kammerorchester, 1971
- Scherzo für Klavier und Holzbläserensemble, 1971
- Variations für Klarinette und Klavier, 1971
- Six Duets für Flöte und Klarinette, 1971
- Prelude, Aria and Fugue für Akkordeon und Blechbläserquartett, 1971
- Alberta Set für Akkordeon, 1971
- Valses nostalgiques für Klavier zu vier Händen, 1972
- Fragments: Beach für dreistimmigen Chor (SAB), 1972
- Musica Giocosa für Flöte und Klavier, 1976
- Concerto für Fagott und Kammerorchester, 1976
- Concerto für Orgel, drei Trompeten, Pauken und Streicher, 1976
- Laus sapientiae, Kantate für Sopran, Tenor, Bariton, vierstimmigen gemischten Chor, Orgel, Blechbläserchor und Orchester nach biblischen Texten, 1977
- Concerto: Ad Usum Ligorum für zwei Klaviere und Orchester, 1981
- Songs, Lieder and Melodies für Stimme, Klarinette und Klavier, 1982
- Serenade for a Summer Evening für Orchester, 1986
- Variations and Fugue on a Mozartian Theme, 1986
- Ping Pong Anyone für Klavier, 1986
- Reflections of Canada (vol. 1 and 2) für Chor, 1986
- Menage à Trois für Violine, Klarinette, 1987
- Canaduets: 15 Folksongs and Patriotic Songs of Canada für zwei Klaviere, 1987
- Four Episodes from St. John für Soli, vierstimmigen gemischten Chor, Gemeinde, und Orgel, 1988
- Pygmalion für Bariton unr Streichquartett (Text: John Smallbridge), 1989
- Recyclings für Tuba, Horn und Klavier, 1989
- “Nice People”: Three Scenes from Contemporary Life, Kammeroper (Libretto: Ann Fiske), 1990
- Four Songs for baritone and piano (Texte von James Joyce), 1990
- Noel d’Accord für vierstimmigen gemischten Chor, zwei Trompeten, Horn, Posaune und Tuba, 1992
- Psalm 150 für drei Trompeten, Posaune, Orgel, gemischten Chor und Bariton, 1993
- Psalmus CL: Cantata für Bassbariton, Chor, Orgel, zwei Trompeten, Flügelhorn und Posaune, 1993
- Salad Days für dreistimmigen Frauenchor und Klavier, 1993
- Seasonings - Four Poems für Stimme und Klavier (Text: Ann Fiske), 1994
- Scherzino für Klarinette, Fagott und Klavier, 1996
- Trio für Klavier, Klarinette und Fagott, 1999
- Cinq pour trois für Klarinette, Fagott und Klavier, 2002
- Tryptych für Oboe und Klavier, 2004